# فهرست پررفت‌وآمدترین فرودگاه‌های جهان بر پایه جابه‌جایی بار
این مقاله مربوط به فهرست پررفت‌وآمدترین فرودگاه‌های جهان بر پایهٔ جابه‌جایی محموله است.

## آمار ۲۰۱۴[۱]
| ردیف | فرودگاه                              | مکان                                                                              | کد (یاتا/ایکائو) | مجموع بار (تُن) | تغییر رتبه | ٪ تغییر |
| ---- | ------------------------------------ | --------------------------------------------------------------------------------- | ---------------- | -------------- | ---------- | ------- |
| ۱.   | فرودگاه بین‌المللی هنگ کنگ            | Chek Lap Kok, هنگ کنگ، جمهوری خلق چین                                             | HKG/VHHH         | ۴٬۴۱۱٬۱۹۳      | بی‌تغییر    | ۵٫۹٪    |
| ۲.   | فرودگاه بین‌المللی ممفیس              | ممفیس، تنسی، تنسی، ایالات متحده آمریکا                                            | MEM/KMEM         | ۴٬۲۵۸٬۵۳۰      | بی‌تغییر    | ۲٫۹٪    |
| ۳.   | فرودگاه بین‌المللی شانگهای پودنگ      | پودانگ, شانگهای، جمهوری خلق چین                                                   | PVG/ZSPD         | ۳٬۱۸۱٬۳۶۵      | بی‌تغییر    | ۸٫۶٪    |
| ۴.   | فرودگاه بین‌المللی اینچن              | اینچئون، Seoul National Capital Area, کره جنوبی                                   | ICN/RKSI         | ۲٬۵۵۷٬۶۸۰      | بی‌تغییر    | ۳٫۸٪    |
| ۵.   | فرودگاه بین‌المللی تد استیونز انکوریج | انکوریج، آلاسکا، ایالات متحده آمریکا                                              | ANC/PANC         | ۲٬۴۸۲٬۱۵۳      | ۱          | ۲٫۵٪    |
| ۶.   | فرودگاه بین‌المللی دبی                | شهر دبی، امارات متحده عربی                                                        | DXB/OMDB         | ۲٬۳۶۷٬۵۷۴      | ۱          | ۳٫۱٪    |
| ۷.   | فرودگاه بین‌المللی لوئیویل            | لوییویل، کنتاکی، کنتاکی، ایالات متحده آمریکا                                      | SDF/KSDF         | ۲٬۲۹۳٬۱۳۴      | بی‌تغییر    | ۳٫۵٪    |
| ۸.   | فرودگاه بین‌المللی ناریتا             | ناریتا، چیبا، استان چیبا، کانتو، هونشو، ژاپن                                      | NRT/RJAA         | ۲٬۱۳۲٬۳۷۷      | ۲          | ۵٬۶٪    |
| ۹.   | فرودگاه بین‌المللی فرانکفورت          | Flughafen, فرانکفورت، هسن، آلمان                                                  | FRA/EDDF         | ۲٬۱۳۲٬۱۳۲      | ۱          | ۱٫۸٪    |
| ۱۰.  | فرودگاه بین‌المللی تائویوان تایوان    | Dayuan, Taoyuan, تایوان (جمهوری خلق چین                                           | TPE/RCTP         | ۲٬۰۸۸٬۷۲۷      | ۵          | ۶٫۲٪    |
| ۱۱.  | فرودگاه بین‌المللی میامی              | میامی (فلوریدا), فلوریدا، ایالات متحده آمریکا                                     | MIA/KMIA         | ۱٬۹۹۸٬۷۸۲      | بی‌تغییر    | ۲٫۸٪    |
| ۱۲.  | فرودگاه شارل دوگل پاریس              | سن-ا-مرن/سن-سن-دونی/ول-دوآز، ایل-دو-فرانس، فرانسه                                 | CDG/LFPG         | ۱٬۸۹۰٬۸۲۹      | ۳          | ۰٫۸٪    |
| ۱۳.  | فرودگاه چانگی سنگاپور                | Changi, منطقه شرقی، سنگاپور                                                       | SIN/WSSS         | ۱٬۸۷۹٬۹۱۸      | ۱          | ۰٫۴٪    |
| ۱۴.  | فرودگاه بین‌المللی پکن                | Chaoyang-Shunyi, پکن، جمهوری خلق چین                                              | PEK/ZBAA         | ۱٬۸۳۱٬۱۶۷      | ۱          | ۰٫۶٪    |
| ۱۵.  | فرودگاه بین‌المللی لس‌آنجلس            | لس آنجلس، کالیفرنیا، ایالات متحده آمریکا                                          | LAX/KLAX         | ۱٬۸۱۸٬۷۶۶      | ۱          | ۳٫۷٪    |
| ۱۶.  | فرودگاه بین‌المللی اوهر شیکاگو        | شیکاگو، ایلینوی، ایالات متحده آمریکا                                              | ORD/KORD         | ۱٬۶۷۲٬۴۶۵      | ۵          | ۱۱٫۷٪   |
| ۱۷.  | فرودگاه اسخیپول آمستردام             | هارلمرمیر، هلند شمالی، هلند                                                       | AMS/EHAM         | ۱٬۶۷۰٬۶۷۴      | بی‌تغییر    | ۶٫۷٪    |
| ۱۸.  | فرودگاه هیترو لندن                   | هیز، هیلینگدون، منطقه هیلینگدون لندن، لندن بزرگ، بریتانیا                         | LHR/EGLL         | ۱٬۵۸۸٬۶۵۲      | ۱          | ۴٫۹٪    |
| ۱۹.  | فرودگاه بین‌المللی بایون گوآنگجو      | Baiyun-Huadu, گوانگ‌ژو، گوانگ‌دونگ، جمهوری خلق چین                                  | CAN/ZGGG         | ۱٬۴۵۴٬۰۴۴      | ۱          | ۱۱٫۰٪   |
| ۲۰.  | فرودگاه بین‌المللی جان اف کندی        | نیویورک، ایالت نیویورک، ایالات متحده آمریکا                                       | JFK/KJFK         | ۱٬۳۱۵٬۵۹۰      | ۱          | ۱٫۹٪    |
| ۲۱.  | فرودگاه بین‌المللی سووارنابومی        | Racha Thewa, Bang Phli, Samut Prakan, Greater Bangkok, ناحیه تایلند مرکزی، تایلند | BKK/VTBS         | ۱٬۲۳۱٬۴۴۵      | ۱          | ۰٫۴٪    |
| ۲۲.  | فرودگاه هانه‌دا                       | توکیو، ژاپن                                                                       | HND/RJTT         | ۱٬۰۹۸٬۱۸۲      | ۱          | ۱۵٫۱٪   |
| ۲۳.  | فرودگاه بین‌المللی ایندیاناپلیس       | ایندیاناپولیس، ایندیانا، ایالات متحده آمریکا                                      | IND/KIND         | ۹۹۹٬۱۴۹        | ۱          | ۰٫۷٪    |
| ۲۴.  | فرودگاه بین‌المللی حمد                | دوحه، قطر                                                                         | DOH/OTBD         | ۹۹۵٬۳۷۰        | ۱          | ۱۲٫۷٪   |
| ۲۵.  | فرودگاه بین‌المللی شنژن بن            | Bao'an, شنژن، گوانگ‌دونگ، جمهوری خلق چین                                           | SZX/ZGSZ         | ۹۶۳٬۸۷۱        | ۱          | ۵٫۵٪    |
| ۲۶.  | فرودگاه لایپزیگ/هال                  | لایپزیگ، آلمان                                                                    | LEJ/EDDP         | ۹۰۶٬۴۹۰        | بی‌تغییر    | ۳٫۲٪    |
| ۲۷.  | فرودگاه بین‌المللی ابوظبی             | ابوظبی، امارات متحده عربی                                                         | AUH/OMAA         | ۸۰۶٬۰۶۸        | ۲          | ۱۳٫۱٪   |
| ۲۸.  | فرودگاه بین‌المللی کوالالامپور        | Sepang, سلانگور، مالزی                                                            | KUL/WMKK         | ۷۷۶٬۷۲۷        | بی‌تغییر    | ۸٫۷٪    |
| ۲۹.  | فرودگاه بین‌المللی آل‌مکتوم            | شهر دبی، امارات متحده عربی                                                        | DWC/OMDW         | ۷۵۸٬۳۷۱        | ?          | ?٪      |
| ۳۰.  | فرودگاه بین‌المللی کانزای             | ایزومی‌سانو، اوساکا/سن‌نان، اوساکا/Tajiri, استان اوساکا، ژاپن                       | KIX/RJBB         | ۷۴۵٬۸۹۵        | بی‌تغییر    | ۹٫۳٪    |

## آمار ۲۰۱۳[۲]
| ردیف | فرودگاه                              | مکان                                                                              | کد (یاتا/ایکائو) | مجموع بار (تُن) | تغییر رتبه | ٪ تغییر |
| ---- | ------------------------------------ | --------------------------------------------------------------------------------- | ---------------- | -------------- | ---------- | ------- |
| ۱.   | فرودگاه بین‌المللی هنگ کنگ            | Chek Lap Kok, هنگ کنگ، جمهوری خلق چین                                             | HKG/VHHH         | ۴٬۱۶۱٬۷۱۸      | بی‌تغییر    | ۲٫۳٪    |
| ۲.   | فرودگاه بین‌المللی ممفیس              | ممفیس، تنسی، تنسی، ایالات متحده آمریکا                                            | MEM/KMEM         | ۴٬۱۳۷٬۸۰۱      | بی‌تغییر    | ۳٫۰٪    |
| ۳.   | فرودگاه بین‌المللی شانگهای پودنگ      | پودانگ, شانگهای، جمهوری خلق چین                                                   | PVG/ZSPD         | ۲٬۹۲۸٬۵۲۷      | بی‌تغییر    | ۰٫۳٪    |
| ۴.   | فرودگاه بین‌المللی اینچن              | اینچئون، Seoul National Capital Area, کره جنوبی                                   | ICN/RKSI         | ۲٬۴۶۴٬۳۸۴      | بی‌تغییر    | ۳٫۳٪    |
| ۵.   | فرودگاه بین‌المللی دبی                | شهر دبی، امارات متحده عربی                                                        | DXB/OMDB         | ۲٬۴۳۵٬۵۶۷      | ۱          | ۶٫۸٪    |
| ۶.   | فرودگاه بین‌المللی تد استیونز انکوریج | انکوریج، آلاسکا، ایالات متحده آمریکا                                              | ANC/PANC         | ۲٬۴۲۱٬۱۴۵      | ۱          | ۱٫۷٪    |
| ۷.   | فرودگاه بین‌المللی لوئیویل            | لوییویل، کنتاکی، کنتاکی، ایالات متحده آمریکا                                      | SDF/KSDF         | ۲٬۲۱۶٬۰۷۹      | بی‌تغییر    | ۲٫۲٪    |
| ۸.   | فرودگاه بین‌المللی فرانکفورت          | Flughafen, فرانکفورت، هسن، آلمان                                                  | FRA/EDDF         | ۲٬۰۹۴٬۴۵۳      | ۱          | ۱٫۴٪    |
| ۹.   | فرودگاه شارل دوگل پاریس              | سن-ا-مرن/سن-سن-دونی/ول-دوآز، ایل-دو-فرانس، فرانسه                                 | CDG/LFPG         | ۲٬۰۶۹٬۲۰۰      | ۱          | ۳٫۸٪    |
| ۱۰.  | فرودگاه بین‌المللی ناریتا             | ناریتا، چیبا، استان چیبا، کانتو، هونشو، ژاپن                                      | NRT/RJAA         | ۲٬۰۱۹٬۸۴۴      | بی‌تغییر    | ۰٫۷٪    |
| ۱۱.  | فرودگاه بین‌المللی میامی              | میامی (فلوریدا), فلوریدا، ایالات متحده آمریکا                                     | MIA/KMIA         | ۱٬۹۴۵٬۰۱۲      | بی‌تغییر    | ۰٫۸٪    |
| ۱۲.  | فرودگاه چانگی سنگاپور                | Changi, منطقه شرقی سنگاپور                                                        | SIN/WSSS         | ۱٬۸۸۵٬۹۷۸      | بی‌تغییر    | ۰٫۸٪    |
| ۱۳.  | فرودگاه بین‌المللی پکن                | Chaoyang-Shunyi, پکن، جمهوری خلق چین                                              | PEK/ZBAA         | ۱٬۸۴۳٬۶۸۱      | بی‌تغییر    | ۲٫۴٪    |
| ۱۴.  | فرودگاه بین‌المللی لس‌آنجلس            | لس آنجلس، کالیفرنیا، ایالات متحده آمریکا                                          | LAX/KLAX         | ۱٬۷۴۷٬۲۸۴      | بی‌تغییر    | ۱٫۹٪    |
| ۱۵.  | فرودگاه بین‌المللی تائویوان تایوان    | Dayuan, Taoyuan, Taiwan, جمهوری خلق چین                                           | TPE/RCTP         | ۱٬۵۷۱٬۸۱۴      | بی‌تغییر    | ۰٫۴٪    |
| ۱۶.  | فرودگاه اسخیپول آمستردام             | هارلمرمیر، هلند شمالی، هلند                                                       | AMS/EHAM         | ۱٬۵۶۵٬۹۶۱      | ۲          | ۳٫۶٪    |
| ۱۷.  | فرودگاه هیترو لندن                   | هیز، هیلینگدون، منطقه هیلینگدون لندن، لندن بزرگ، بریتانیا                         | LHR/EGLL         | ۱٬۵۱۵٬۰۵۶      | ۱          | ۲٫۶٪    |
| ۱۸.  | فرودگاه بین‌المللی بایون گوآنگجو      | Baiyun-Huadu, گوانگ‌ژو، گوانگ‌دونگ، جمهوری خلق چین                                  | CAN/ZGGG         | ۱٬۳۰۹٬۷۴۶      | ۳          | ۴٫۹٪    |
| ۱۹.  | فرودگاه بین‌المللی جان اف کندی        | نیویورک، ایالت نیویورک، ایالات متحده آمریکا                                       | JFK/KJFK         | ۱٬۲۹۵٬۴۷۳      | ۱          | ۰٫۸٪    |
| ۲۰.  | فرودگاه بین‌المللی سووارنابومی        | Racha Thewa, Bang Phli, Samut Prakan, Greater Bangkok, ناحیه تایلند مرکزی، تایلند | BKK/VTBS         | ۱٬۲۳۶٬۲۲۳      | ۱          | ۸٫۱٪    |
| ۲۱.  | فرودگاه بین‌المللی اوهر شیکاگو        | شیکاگو، ایلینوی، ایالات متحده آمریکا                                              | ORD/KORD         | ۱٬۲۲۸٬۷۹۱      | ۴          | ۲٫۰٪    |
| ۲۲.  | فرودگاه بین‌المللی ایندیاناپلیس       | ایندیاناپولیس، ایندیانا، ایالات متحده آمریکا                                      | IND/KIND         | ۹۹۱٬۹۵۳        | بی‌تغییر    | ۶٫۴٪    |
| ۲۳.  | فرودگاه هانه‌دا                       | توکیو، ژاپن                                                                       | HND/RJTT         | ۹۵۴٬۴۴۶        | بی‌تغییر    | ۴٫۹٪    |
| ۲۴.  | فرودگاه بین‌المللی شنژن بن            | Bao'an, شنژن، گوانگ‌دونگ، جمهوری خلق چین                                           | SZX/ZGSZ         | ۹۱۳٬۴۷۲        | بی‌تغییر    | ۶٫۹٪    |
| ۲۵.  | فرودگاه بین‌المللی دوحه               | دوحه، قطر                                                                         | DOH/OTBD         | ۸۸۳٬۲۶۴        | ۱          | ۴٫۶٪    |
| ۲۶.  | فرودگاه لایپزیگ/هال                  | لایپزیگ، آلمان                                                                    | LEJ/EDDP         | ۸۷۸٬۰۲۴        | ۱          | ۳٫۸٪    |
| ۲۷.  | فرودگاه کلن بن                       | کلن، آلمان                                                                        | CGN/EDDK         | ۷۱۷٬۱۴۶        | ۱          | ۳٫۸٪    |
| ۲۸.  | فرودگاه بین‌المللی کوالالامپور        | Sepang, سلانگور، مالزی                                                            | KUL/WMKK         | ۷۱۳٬۲۵۴        | ۲          | ۱٫۶٪    |
| ۲۹.  | فرودگاه بین‌المللی ابوظبی             | ابوظبی، امارات متحده عربی                                                         | AUH/OMAA         | ۷۱۲٬۴۸۸        | ?          | ۲۴٫۱٪   |
| ۳۰.  | فرودگاه بین‌المللی کانزای             | ایزومی‌سانو، اوساکا/سن‌نان، اوساکا/Tajiri, استان اوساکا، ژاپن                       | KIX/RJBB         | ۶۸۲٬۳۳۸        | ۱          | ۵٫۶٪    |

1. Volume includes transit freight